# THINK 'BOUT IT!
「THINK 'BOUT IT!」 （中文譯名：重整出發!)是THE SECOND from EXILE的出道單曲。2012年11月7日於日本發行。

## 解說
THE SECOND from EXILE的出道單曲。分「CD+DVD」、「CD」2種形態發售。CD收錄了包含標題曲的全4曲8版本，而DVD則收錄標題曲「THINK ’BOUT IT！」的Video Clip。本單曲主題是「以5人能跳的樂曲」。
標題曲「THINK ’BOUT IT！」是電影『惡之教典』和Bee TV電視劇『惡之教典－序章－』的主題歌，此歌曲成為雙商業搭配。全部的收錄曲由成員NESMITH所擔任主持的日本放送『EXILE NESMITH的All Night Nippon』節目內解禁。
2012年10月17日先行配信。

## 推移成績
2012年10月18日份的RecoChoku(R)排名榜初次登場第2位。
2012年11月19日份的Oricon單曲週榜為初次登場第2位(106161張)。

## 發行版本
- CD
- CD+DVD

## 收錄曲目

### CD
1. THINK 'BOUT IT!
  - 作詞：michico / 作曲：T.Kura, michico / 編曲：T.Kura

表現心中的黑暗和纠葛困苦的身姿的歌曲[5]。
製作人是GIANT SWING[6]
2. CHAOS
  - 作詞：SHOKICHI / 作曲：SKY BEATZ, FAST LANE, MATS LIE SKARE, SHOKICHI

強烈的感情,不過在心中感受到表現著"靜"的歌曲[5]。
3. ROCK STAR
  - 作詞：SHOKICHI / 作曲：Thomas Stengaard, Peter Stengaard, Jeffey David, Bjõrn Olovsson

表現荒暴，武費力氣的有男子氣概的"動"的歌曲[5]。
ROCK STAR = 在舞台(人生)上閃耀的人們[7]。
4. CLAP YOUR HANDS
  - 作詞：DOBERMAN INC, TAKANORI (L.L.BROTHERS) / 作曲：T.Kura, DOBERMAN INC, L.L.BROTHERS / 編曲：T.Kura

首次挑戰饒舌[5]。
5. THINK 'BOUT IT! (Instrumental)
6. CHAOS (Instrumental)
7. ROCK STAR (Instrumental)
8. CLAP YOUR HANDS (Instrumental)

### DVD
1. THINK 'BOUT IT! (Video Clip)

## 商業搭配
- 東宝電影『惡之教典』主題曲（#1）
- BeeTV劇集『惡之教典－序章－』主題曲（#1）
- adidas「adidasenergy 13」廣告歌（#3）
- ANGFA「SCALP-D」廣告歌（#4）

## 電視演出
- 火曜曲！ SP（2012年10月30日、TBS電視）
- MUSIC FAIR（2012年11月3日、富士電視台）
- 1番ソングSHOW（2012年11月7日、日本電視台）
- ハッピーMusic（2012年11月9日、日本電視台）
- MUSIC JAPAN（2012年11月11日、NHK綜合頻道）
- EX-LOUNGE（2013年1月14日、TBS）

## 備註
1. 1 2  . Oricon. 2012  [2013-03-31]. （原始内容存档于2014-01-17） （日语）.
2. ↑  .   [2013-03-31]. （原始内容存档于2013-04-21）.
3. ↑  .   [2013-03-31]. （原始内容存档于2012-11-11）.
4. ↑  .   [2013-03-31]. （原始内容存档于2013-01-10）.
5. 1 2 3 4  『月刊EXILE』2012年12月號 P27
6. ↑  .   [2013-03-31]. （原始内容存档于2019-02-18）.
7. ↑  『月刊EXILE』2012年12月號 P29